# Metandaspis javanensis
Metandaspis javanensis är en insektsart som beskrevs av Williams 1963. Metandaspis javanensis ingår i släktet Metandaspis och familjen pansarsköldlöss. Inga underarter finns listade i Catalogue of Life.